# Zambales
Zambales là một tỉnh của Philippines thuộc vùng Trung Luzon. Tỉnh lị là Iba. Zambales giáp với Pangasinan ở phía bắc, Tarlac và Pampanga ở phía đông và Bataan ở phía nam, phía tây là Biển Đông. Đây là tỉnh có diện tích lớn thứ hai trong số bảy tỉnh của vùng Trung Luzon, tỉnh nối tiếng bởi các loại quả xoài, chín nhiều từ tháng 1 đến tháng 4.
Zambales được phục vụ bởi Sân bay Quốc tế Vịnh Subic ở mũi Cubic, Subic Bay Freeport Zone tỉnh Bataan lân cận. Subic Bay Freeport Zone có nhiều điểm du lịch thú vị như các sòng bạc, các khu nghỉ dưỡng ven biển, công viên và các nhà ở và máy bay quân sự cũ.

## Địa lý
Zambales nằm ở phía tây của hòn đảo Luzon, giữa Núi Zambales và Biển Đông. Bờ biển của tỉnh khá khúc khuỷu với đặc trưng là các vịnh và đảo nhỏ. Dãy núi phía đông của tỉnh chiếm 60% diện tích. Vịnh Subic ở cực nam của tỉnh, đây là một cảng tự nhiên và được lựa chọn làm căn cứ cho Hải quân Hoa Kỳ. Núi Pinatubo nằm ở nơi giao cắt giữa 3 tỉnh Zambales, Pampanga và Tarlac, núi lửa này đã phun trào vào năm 1991. Zambales được chia thành 2 mùa:mùa khô từ tháng 10 đến tháng 6 và mùa mưa từ tháng 7 đến tháng 9.

## Nhân khẩu
Người Aetas ở Núi Pinatubo là những người định cư sớm nhất tại vùng mà nay là tỉnh Zambales. Sau đó họ bị người Sambal thay thế, người Sambal đến từ hòn đảo cùng tên và thuộc nhóm người Nam Đảo. Nhiều người Sambal vẫn tin vào các điều mê tín dị đoan.
Người Sambal, người Tagalog, người Ilocano và người Kapampangan ngày nay tạo thành bốn nhóm dân tộc lớn nhất tại Zambales. Tuy nhiên cũng có nhiều cuộc hôn nhân hỗn chủng đã diễn ra. Hầu hết cư dân tại phần phía nam Zambales là người nhập cư từ nhiều vùng khác nhau của đất nước vốn đến đây để tìm cơ hội tại các Căn cứ Hải quân Subic của Hoa Kỳ (San Antonio và Subic) trong thời kỳ Hoa Kỳ cai trị Philippines. Nhiều người tìm được việc làm và định cư ở đây. Sự hiện diện của người Mỹ có ảnh hưởng rất lớn với người dân từ khẩu vị ăn uống, quần áo hay phong cách sống.
Tiếng Sambal, tiếng Tagalog và tiếng Ilocano là ba ngôn ngữ chính ở Zambales. Tiếng Ilocano là tiếng mẹ đẻ của 115.337 người, Tiếng Sambal là 114.637 và tiếng Tagalog là 114.637, 119.126 có ngôn ngữ mẹ để là các thứ tiếng khác như tiếng Kapampangan, tiếng Anh . Khoảng 75% cư dân có thể nói và hiểu tiếng Anh ở những mức độ khác nhau, các biển hiệu giao thông được viết bằng ngôn ngữ này.

## Lịch sử
Người Tây Ban Nha khám phá ra khu vực năm 1572. Sau đó, một số đô thị đã được họ thành lập như Masinloc (1607), Iba (1611), và Santa Cruz (1612). Masinloc trở thành tỉnh lị đầu tiên. Tuy nhiên, tỉnh lị sau đó lại chuyển đến 3 thành phố khác trước khi đến Iba vì vị trí chiến lược của nó.

## Hành chính
Ngoài thành phố tỉnh lị, Zambales có 13 đô thị tự trị. Bãi Panatag (Bãi cạn Scarborough) tranh chấp với Trung Quốc, được Philippines quản lý như một phần của tỉnh.
- Botolan
- Cabangan
- Candelaria
- Castillejos
- Iba
- Masinloc
- Palauig

- San Antonio
- San Felipe
- San Marcelino
- San Narciso
- Santa Cruz
- Subic